# Shift (album)
Shift è un album in studio del gruppo musicale grindcore svedese Nasum, pubblicato nel 2004 dalla Burning Heart Records.

## Tracce
1. Particles – 1:15
2. The Engine of Death – 1:46
3. Twinkle, Twinkle Little Scar – 1:46
4. No Paradise for the Damned – 0:32
5. Wrath – 2:14
6. Fear Is Your Weapon – 0:43
7. The Deepest Hole – 1:47
8. High on Hate – 0:40
9. Pathetic – 1:22
10. Circle of Defeat – 1:10
11. Like Cattle – 1:36
12. Ros – 1:25
13. The Smallest Man – 2:07
14. Cornered – 0:35
15. Strife – 1:40
16. The Clash – 1:31
17. Hets – 1:26
18. Closer to the End – 1:49
19. Fury – 2:36
20. Fight Terror With Terror – 2:26
21. Ett inflammerat sår – 0:58
22. Deleted Scenes – 2:34
23. Creature – 1:21
24. Darkness Falls – 2:01

## Formazione

### Gruppo
- Mieszko Talarczyk - voce e chitarra
- Urban Skytt - chitarra
- Anders Jakobson - batteria
- Jon Lindqvist - basso

### Altri musicisti
- Rogga Johansson - voce
- Petter Freed - chitarra in The Engine of Death e Deleted Scenes